# Johann Ernst Benno
Johann Ernst Benno, pierwotnie Johann Ernst Benike (ur. 12 czerwca 1777 w Karlinie, zm. 19 kwietnia 1848 w Koszalinie) – niemiecki pisarz, opublikował powieści historyczne o Pomorzu.

## Życie
Urodził się w Karlinie jako syn senatora karlińskiego Gottlieba Daniela Benike. Uczęszczał do szkół w Karlinie, Gryficach oraz do gimnazjum w Berlinie. Podczas wojen francuskich 1813 / 1814 brał udział jako huzar pod dowództwem von Blüchera, i w tym samym czasie przyjął nazwisko Benno, przy którym pozostał. Był sekretarzem rządowym w Szczecinie, później w Koszalinie. W 1843 roku podjął pracę w Izbie Rachunkowej. W roku 1848 po ciężkiej chorobie zmarł w Koszalinie.

## Twórczość
Johann Ernst Benno należy do tych pisarzy, którzy naśladowali brytyjskiego pisarza powieści historycznych Waltera Scotta. Swoje dzieła pisał wyraźnie dla ludzi z Pomorza. Jego pierwsza powieść z 1822 r. to Bogislaus der Zehnte. Herzog von Pommern (Bogusław X. Książę pomorski), w której opisał życie księcia. W powieści Das Wächterhorn von Cussalin (Sygnał strażnika z Koszalina) z 1824 r. pokazuje Pomorze Zachodnie i Pomorze Gdańskie w XIII wieku. Opisuje również księcia Pomorza Gdańskiego Świętopełka II Wielkiego oraz jego syna Mściwoja II.
Napisał również wiele wierszy. Jeden z najbardziej znanych to Vaterlands-Lied am hundertjährigen Vereinigungsfeste aller Pommern (Pieśń patriotyczna w święto stulecia zjednoczenia wszystkich Pomorzan) z 1821 roku, który ukazuje historię Pomorza od czasów pogańskich.
Jago twórczość pisarska była bardzo popularna kiedy jeszcze żył. Już 60 lat po jego śmierci prawie o nim zapomniano. Pomiędzy 1910 a 1935 rokiem wydano ponownie niektóre jego dzieła.

## Odznaczenia
- Krzyż Żelazny, 1814
- Order św. Jerzego, 1838
- Order Czerwonego Orła, 1845

## Dzieła
Wybór dzieł:
- Bogislaus der Zehnte. Herzog von Pommern. (Bogusław X. Książę Pomorski)
- Das Wächterhorn von Cussalin. (Sygnał strażnika z Koszalina)
- Erzählungen, Balladen und Lieder. (Opowiadania, ballady, pieśni)
- Die Eroberung von Garz. (Zdobycie Garz).